# Variační rozpětí
Variační rozpětí je statistická charakteristika, která vyjadřuje míru variability statistického souboru. Obyčejně se značí písmenem R.
Je to rozdíl mezi největší a nejmenší hodnotou kvantitativního znaku, neboli R = xmax − xmin.

Variační rozpětí se používá také pro intervalové rozdělení u spojitých statistických znaků (výška v cm), případně u nespojitých statistických znaků, jež nabývají velkého počtu obměn (plat v Kč). Variačního rozpětí daného statistického souboru rozdělíme na určitý počet intervalů a potom zjistíme počty hodnot patřících do těchto intervalů. Intervaly se nepřekrývají a mají stejnou délku.
Při výpočtech statistických charakteristik nahrazujeme různá pozorování, která patří do jedné skupiny, jedinou zastupitelnou hodnotou. Za tuto zastupitelnou hodnotu se zpravidla volí střed intervalu.